# Akysis fuliginatus
Akysis fuliginatus es una especie de pez de la familia Akysidae en el orden de los Siluriformes.

## Morfología
- El cuerpo es relativamente grueso.
- La punta de la boca no está  en frente de la mandíbula inferior, o ligeramente por delante de la mandíbula inferior.
- Hay un espacio entre la fosa nasal anterior y la base de la barbilla nasal que es aproximadamente igual al diámetro de la fosa nasal anterior. Los orificios nasales anteriores y posteriores son relativamente pequeños (con un diámetro menor que el de los ojos), y la fosa nasal anterior se encuentra en el extremo de un tubo corto.
- Los machos pueden alcanzar los 2,2 cm de largo total.
- Número de  vértebras: 32.[1]

## Distribución geográfica
Se encuentran en Asia: río Mekong en Camboya.